# برهان العسل
برهان العسل هي رواية للكاتبة السورية سلوى النعيمي، صدرت للمرة الأولى في يناير من العام 2007 عن رياض الرايس للكتب والنشر.
تتناول الرواية الأدب الإيروتيكي، حيث تحكي الراوية عن قصتها مع مجموعة من الرجال وكيف كانت تستمتع بممارسة الجماع مع كل واحد منهم؛ لكن الذي أثر فيها ولن تنساه كان «مفكرها» الذي أحسن التعامل معها ومع ما ترغب في الحصول عليه.

## ملخص الرواية
| الجزء        | عنوان الجزء                 | الملخص |
| ------------ | --------------------------- | --- |
| الباب الأول  | أزواج المتعة وكتب الباه     | تتحدث صاحبة القصة عن متعتها عندما كانت تُجامع عددا من الرجال، فهي لا تمل ولا تكل من ممارسة الجنس مع أي كان موضحة أنها ترغب في الوصول إلى شهوتها ونشوتها غير مهتمة بماذا يرغب الرجل فيها؟ أو أصلا لماذا قرر ممارسة الحب معها؟ |
| الباب الثاني | المفكر والتاريخ الشخصي      | تتحدث الراوية عن قصتها مع شاب لم تُسمه بل أطلقت عليه لقب "المفكر" وذلك نظرا لأفكاره المثيرة التي لا تنتهي عند ممارسة الحب. المفكر هذا كان سيد الرجال بالنسبة للراوية، فمعه تشعر بالراحة والطمأنينة، فهو يعرف كيف يجعلها تنتشي ويعرف مكامن قوتها، لا تعرف إن كانت تحبه فعلا أم لا؛ لكن ما دامت تحصل منه على ما تريد فالأمور تسير على ما يرام. كما تتحدث صاحبة القصة عن تاريخها المليئ بالمغامرات مع هذا "المفكر" فهو الذي كان يتذوق عسلها في كل مرة، ولم يكن يخجل من مسك مؤخرتها في الشارع أمام حشد غفير من الناس؛ بل لم يكن يخجل من ممارسة الجنس معها وتقبل نهيدها وسط شوارع المدينة وهذا ما جعلها تتعلق به أكثر فأكثر.                                                              |
| الباب الثالث | الجنس والمدينة العربية      | تتحدث الراوية في هذا الباب حول عملها في مكتبة الجامعة، وكيف كانت تطلع وتقرأ كل تلك الكتب التي تُفصل في عالم الجنس سواء العربية الخالصة منها أو المترجمة، وباعتبارها فتاة سعودية فتتحدث عما عانت منه من تطفل بعض زوار المكتبة الذين كانوا يحاولون التجسس على ما كانت تقرأه، لكنها لم تكن تهتم لكل هذا؛ حيث أن شهوتها فوق كل اعتبار. في نهاية هذا الفصل ستحصل الراوية على فرصة غاية في الأهمية؛ حيث ستكتب بحثا أكاديميا وستعرضه في باريس حول موضوع "الجنس عند العرب"، فعليا كانت سعيدة جدا بهذا العرض؛ فلم تكن تتصور في يوم ما أن فتاة مثلها عاشقة للجنس وللشهوة سيكون لها اعتبار من خلال بحث أكاديمي في مجال تخصصها، وعند من؟ عند العرب الذين يقدسون هذا الطابو ونادرا ما يتحدثون فيه |
| الباب الرابع | الماء                       | تفصل الراوية في حبها للماء وللحمام، وكيف كانت تمارس الجنس فيه رفقة "مفكرها"، كما تتطرق للحمام العمومي والذي ذهبت له في تونس، ثم تتذكر كل ذكرياتها ولحظاتها الحمراء مع "المفكر" في الوقت الذي كانت فيه "الطيابة" في الحمام تفرك جلدها وتلمس ظهرها العاري |
| الباب الخامس | حكايات                      | كما هو واضح من عنوان هذا الباب، فالراوية تذهب فيه بعيدا؛ حيث تتطرق لقصص مختلفة ذات طابع جنسي لم تعشها هي لكن عاشتها صديقاتها وصديقات صديقاتها، فكل واحدة منهن إلا وكانت لها تجربة جنسية قبل الزواج وهناك من كانت لها قبل وأثناء وبعد الزواج. |
| الباب السادس | المدلكة وزوجها الزاني       | تذهب الراوية إلى حمام التدليك النسائي، وهناك تلتقي بسيدة مدلكة شابة لكنها شاحبة الوجه... بعد حديث مطول؛ تحكي فيه المدلكة قصتها مع زوجها الزاني الذي ضبطته يخونها مع سيدة أخرى وفوق سريرها ثم قامت برفع عدوة قضائية ضده بتهمة الخيانة الزوجية (حُكم عليه بتسع شهور سجنا نافذا) كما رفعت دعوة الطلاق وتخلصت من طيشته. |
| الباب السابع | التقية في المجتمعات العربية | تتحدث عن ادعاء التقوى في المجتمعات العربية، بينما ما خفي أعظم، فالراوية جالست مجموعة من الرجال في أماكن مختلفة وكانت تسمع كل ادعائاتهم حول التقوى وسمو الأخلاق لكنهم كانوا جميعا "فاسدين"، كما تتطرق لمسألة الكلمات الإباحية التي يخشى العربي قولها باللغة العربية لغته الأم لكنه لا يخجل من قولها أبدا باللغات الأجنبية |
| الباب الثامن | اللسانيات                   | تتحدث الراوية عن الكلمات الإباحية في اللغة العربية ومشتقاتها، وكيف "اغتصب" العرب هذه الكلمات ومنعوا تداولها لدرجة لم يعد الحاسوب يتعرف عليها بحيث يُسيطر عليها بخط أحمر مشيرا إلى أنها كلمة دخيلة على هذه اللغة |
| الباب التاسع | التربية والتعليم            | تنتقل الراوية للحديث عن التربية الجنسية وكيف يجب تعلمها كما هو الأمر في باريس، وعكس ما هو موجود في الدول العربية؛ حيث تتحدث عن طفولتها وكيف قمعتها والدتها ولم تبدل أي مجهود لتشرح لها فيه العملية الجنسية وطبيعة العلاقة بين الرجل والمرأة، بل كان لازاما عليها أن تتعلم ذلك من تلقاء نفسها خاصة وأن النظري لا يكفي وهذا ما دفعها للتطبيق مع "المفكر" وغيره حتى تكتشف أسرار جسدها |
| الباب العاشر | الحيل                       | تعود الراوية لقصتها الأولى مع "مفكرها"، ثم تدخل في أزمة نفسية عميقة عقب رحيله؛ وتتحول من حبها الكبير له إلى كرهه بل تمني الموت له، وتزداد الأمور سوءا بعدما ينسحب الأمريكيان من مؤتمر "جهنم الكتب" الذي كانت ستنشر فيه بحثها لكن هذا لم يُثنيها عن نشره؛ فتنشر في نهاية الأمر هذا الكتاب الذي عنونته بـ "برهان العسل". |

## فرض الرقابة
تعرضت رواية «برهان العسل» لفرض رقاية شديد؛ حيث تم منع تداول الكتاب في الأسواق العربية وذلك لما يحتويه من «التعابير والأوصاف الجنسية المثيرة والمباشرة، تصريحا لا تلميحا، وجرأتها وصراحتها في التعبير عن رغباتها الجنسية ومكنونات نفسها».

### الترجمة
حقق كتاب «برهان العسل» نجاحا كبيرا داخل الأوساط العربية وخارجها؛ وزادت شهرته عندما تم منع تداوله وبيعه داخل سوريا وفي دول عربية أخرى. الكتاب عبارة عن رواية وفي نفس الوقت دراسة للجنس عند العرب وعند المسلمين خاصة؛ وهذا دفع بالمترجم أوسكار حلياني إلى ترجمة الكتاب من لغته الأصلية العربية إلى الفرنسية وذلك قصد توفير مرجع لمتحدثي اللغة الفرنسية عند رغبتهم في التعمق في موضوع «الجنس عند العرب».
صدر الكتاب المترجم عام 2008؛ وهو من ترجمة أوسكار حلياني ومراجعة سلوى النعيمي نفسها ووزع عبر دار لافون.

## اقتباسات
| الاقتباس | الصفحة |
| --- | ------ |
| في تلك الوضعية تلتقي وجهات نظرنا مع اختلاف الزاويتين، المهم هو نقطة الاتقاء                                      | 14     |
| أليس اعتباري لها سرا هو جزءا من تلك التربية المخصية التي رُبيت عليها؟                                             | 22     |
| كل سر جاوز الاثنين شاع؟ لا كل سر جاوزني شاع                                                                      | 24     |
| ما كان علي أن أبحث عن فتوى شرعية تسمح لي بأن ألتصق برجالي في ساعات الحمى                                         | 25     |
| كنت أصل إليه مبللة وأول ما يفعله هو أن يمد إصبعه بين ساقي يتفقد "العسل"                                          | 30     |
| لم أكن مثل حواء التي سألت آدم عندما نام معها للمرة الأولى: ما هذا؟ قال: يسمونه النيك، قالت: أكثر لي منه فإنه طيب | 31     |
| عاشت التطورات الاجتماعية التي ستلغي المحظورات فعلا وقولا وقراءة وكتابة وموضوعات ندوات                            | 43     |
| لم يبق من الثلاثي المحرم إلا اثنان: الدين والسياسة                                                               | 45     |
| الحمام هو المكان الذي تمتحن فيه أم العريس المرشحات للزواج. أي مكان أفضل من الحمام لرؤية امرأة على حقيقتها؟       | 53     |
| لا جنس في المجتمع الاسلامي                                                                                       | 69     |
| لم يخطر لي يوما أن تكون الحرية والعروبة جزءا من السكس                                                            | 97     |
| أنا أنيك إذن أنا موجود                                                                                           | 115    |
| ... هُذبت وتُرجمت من العربية إلى العربية [الإيضاح في علم النكاح]، صارت [الإيضاح في علم الجماع] وطز في السجع        | 116    |
| حاسوب عذراء! حاسوب مخصي على الأصح                                                                                | 118    |
| إن زجاجة الخمر والمرأة تكونان أفضل في وضعية الاستلقاء                                                            | 128    |
| هل الفضيحة في الفعل؟ أم في إعلان الفعل؟                                                                          | 150    |